# Conférence de Bakou de 2024 sur les changements climatiques

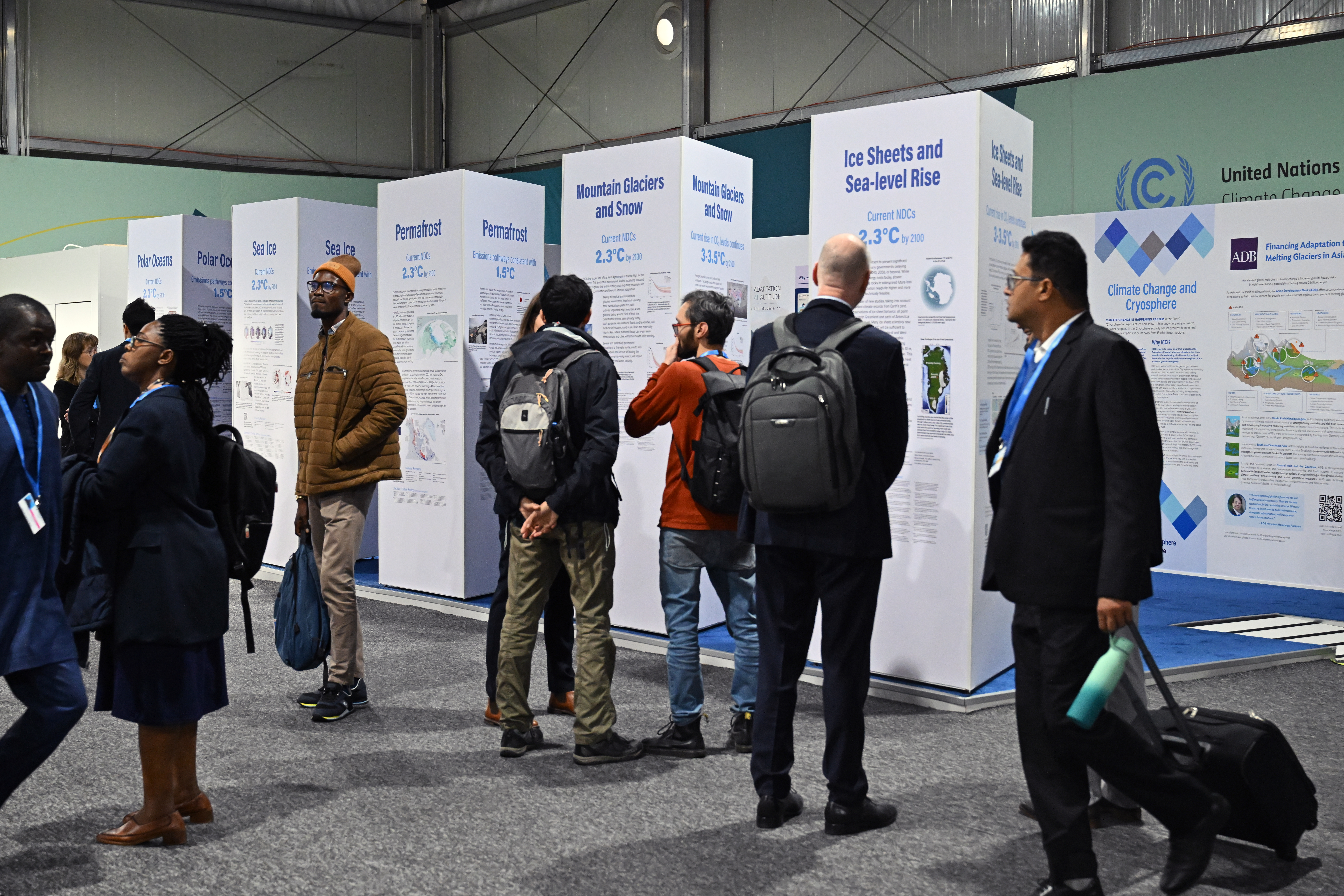
Stand consacré à la cryosphère, COP 29, 11 novembre 2024, qui alerte sur la fonte des glaces et des pergélisols et sur ses conséquences.

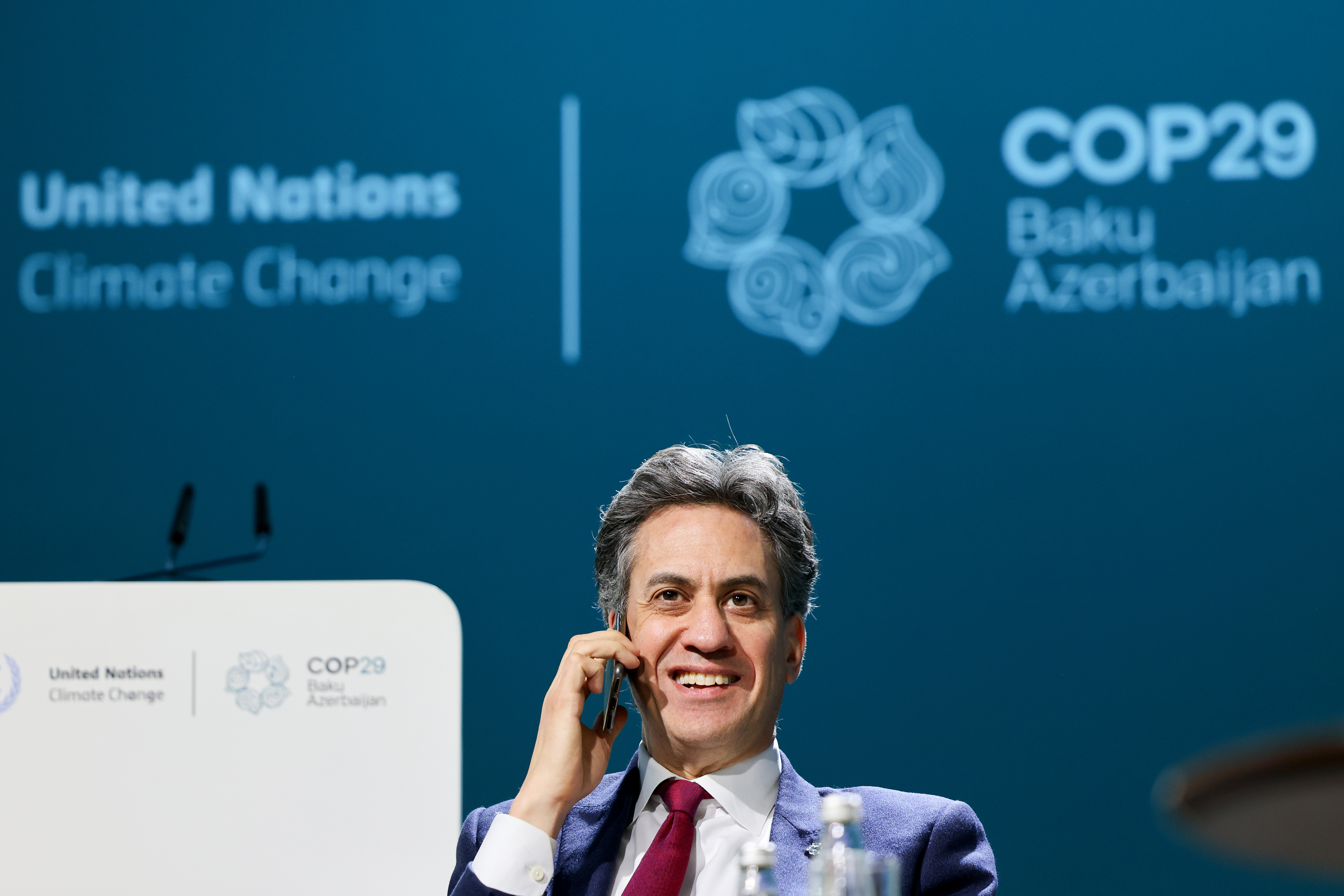
Edward Samuel Miliband, secrétaire d'État à la sécurité énergétique et à la neutralité carbone au Royaume-Uni, lors de la COP 29, le 12 novembre 2024.

La conférence de Bakou de 2024 sur les changements climatiques, ou COP 29, est la 29e conférence des Parties sur le Climat organisée par l'Organisation des Nations unies. Elle se déroule du 11 au 23 novembre 2024 à Bakou (capitale de l'Azerbaïdjan, dont l'économie dépend fortement des exportations de pétrole et de gaz, comme les Émirats arabes unis, où s'est tenue la COP 28 l'année précédente). Elle réunit les pays signataires de la convention-cadre des Nations unies sur les changements climatiques (CCNUCC). Ses enjeux sont de réduire les émissions mondiales de gaz à effet de serre pour limiter le réchauffement mondial à + 1,5 °C (par rapport aux niveaux préindustriels, conformément à l'accord de Paris sur le climat, et rendre les communautés plus résilientes. La priorité de cette COP, rappelée par Simon Stiell (de l'ONU Climat) est donc que les dirigeants des pays riches s'accordent sur le soutien financier aux pays en développement. Il doit être suffisant pour que ces pays puissent se développer sans charbon ni pétrole, tout en affrontant plus de canicules et d'inondations, en sachant qu'ils sont aussi les plus exposés et vulnérables aux conséquences du changement climatique, alors qu'ils y ont le moins contribué. Ces pays estimaient en 2022 avoir besoin d'environ 116 milliards de dollars par an.
La conférence réunit, outre des personnalités politiques et gouvernementales, des chefs d'entreprise, des jeunes, des climatologues, des représentants des peuples autochtones, d'ONG et de la société civile, devant travailler à accélérer et renforcer l'action climatique mondiale, collective et inclusive. La plupart des ONG déplorent la présence de 1 770 lobbyistes des énergies fossiles (charbon, pétrole et gaz) accrédités comme observateurs, voire intégrés dans certaines délégations de gouvernements.
Close le 24 novembre 2024 avec 35,5 heures de retard sur l'heure officielle de clôture, la conférence s'achève un paquet final de décisions qui ne satisfait aucune des parties ni les associations environnementales. Les deux principales décisions concernent un objectif de financement climatique d’au moins 300 Md$ par an d’ici 2035 pour les pays en développement et la définition des règles du marché carbone (articles 6.2 et 6.4 de l’accord de Paris). L’appel à la « transition juste » vers la sortie des énergies fossiles, acquis principal de la COP28 à Dubaï, n’apparaît pas de façon claire dans le texte final et un texte publié juste avant le communiqué final laisse même entendre que le gaz naturel fossile pourrait être un combustible de transition.

## Organisation

### Date et lieu
L'organisation d'une COP est tournante selon les blocs géographiques des Nations unies. Après l'Asie-Pacifique et les Émirats arabes unis en 2023 à Dubaï, la COP 29 doit se tenir dans la région « États d'Europe orientale » en novembre 2024,. Lors de la conférence de Charm el-Cheikh, en Égypte en novembre 2022, la République tchèque et la Bulgarie avaient annoncé qu'elles envisageaient de présenter une candidature pour accueillir la conférence suivante,. Lors de la réunion de Bonn sur le changement climatique en mai 2023, l'Arménie et l'Azerbaïdjan annoncent également leur intérêt pour accueillir la COP 29. Mais, avec le retrait de la République tchèque et de la Bulgarie courant 2023, ne restaient à l'approche de la COP 28 donc que l'Arménie et l'Azerbaïdjan, deux États volontaires, mais qui s'excluaient mutuellement en raison du conflit qui les a opposé dernièrement, la seconde guerre du Haut-Karabagh. Mais lors de la COP 28 de Dubaï, l'Arménie annonce le 7 décembre 2023 avoir entamé un travail de normalisation de ses relations avec l'Azerbaïdjan et donc soutenir sa candidature. Le 11 décembre, l'attribution à l'Azerbaïdjan est finalement avalisée par les participants à la COP 28.

### Présidence
Le 5 janvier 2024, l'Azerbaïdjan annonce que cette 29e conférence des parties sera présidée par Mukhtar Babayev, Ministre azerbaïdjanais de l'Écologie et des Ressources naturelles et ancien employé au département des relations économiques extérieures de la compagnie pétrolière nationale SOCAR. C'est la deuxième fois que la conférence est présidée par un homme passé par le secteur pétrolier de son pays, après celle de 2023 et son président Sultan Al-Jaber.

### Organes

Articulation des différents organes de la CNUCC.

L'organe suprême de gouvernance et de décision de la Convention-cadre des Nations unies sur les changements climatiques est la conférence des Nations unies sur les changements climatiques, qui prend la forme d’une conférence des parties (COP). La COP sert également le protocole de Kyoto (CMP) et l'accord de Paris (CMA). Deux organes subsidiaires permanents se réunissent en parallèle deux fois par an, lors des intersessions (en général au Campus des Nations unies à Bonn) : l'Organe subsidiaire d’avis scientifique et technique (SBSTA), qui fournit l'appui scientifique nécessaire et propose des avis concernant le développement et le transfert de technologies, et l'Organe subsidiaire de mise en œuvre (SBI), qui a pour but de vérifier et évaluer la mise en œuvre de la convention.
À Bakou, parallèlement à la COP 29 sont organisés la CMP-19 (la 19e réunion des parties au protocole de Kyoto) et la CMA-6 (6e réunion des parties à l’accord de Paris).

### Composition du comité d'organisation
La composition de la conférence est annoncée le 13 janvier 2024. Elle est initialement uniquement masculine, après des protestations, le président annonce l'ajout de douze expertes féminines,.

### Réunions préparatoires

#### Conférence technique sur le climat (Bonn, 3 au 13 juin 2024)
La Conférence technique sur le climat de Bonn, qui s'est tenue du 3 au 13 juin 2024, a rassemblé des délégués de gouvernements, d'organisations internationales et de la société civile pour avancer sur plusieurs fronts en matière de politique climatique. Ont notamment été abordés la préparation des nouveaux engagements climatiques (CDN) d'ici le début de l'année 2025. Le rôle des entreprises dans la réduction des émissions et le soutien à l'ambition des gouvernements a été souligné, mais des études ont montré que le secteur privé n'est toujours pas à la hauteur en matière d'intégrité, de mise en œuvre et de sensibilisation.
Concernant le financement climatique, le Sud global continue à demander un soutien accru afin pour renforcer ses ambitions climatiques. L'objectif de 100 milliards de dollars par an fixé pour 2020, et atteint seulement en 2022 avec deux ans de retard, est jugé largement insuffisant, alors que les besoins réels, y compris les coûts liés aux pertes et préjudices causés par le changement climatique, sont estimés à environ 2 400 milliards de dollars. Avant le début des discussions à Bonn, l'Inde proposait d'atteindre un nouvel objectif de 1 000 milliards de dollars par an à partir de 2030. Finalement, la coalition Alliance des petits États insulaires (Aosis) et d'autres pays ont proposé une enveloppe annuelle de 1 100 milliards de dollars (Ce qui équivaut approximativement à 0,20 dollar par litre de pétrole extrait). Au final un projet de texte de 35 pages a été élaboré, mais sans montant annuel à allouer aux pays pauvres, ce qui n'augure rien de bon pour la COP de novembre.

#### Sommet de l'ONU - Climate week 2024 (New York, 22-29 septembre 2024)
La Climate Week de New York s'est tenue du 22 au 29 septembre 2024. Des solutions pragmatiques face à l'urgence climatique y ont été proposées. Le thème central était la nécessité d'une collaboration à grande échelle, en particulier entre entreprises, gouvernements et acteurs financiers. Parmi les messages clés, on a souligné l'importance de rediriger les subventions des combustibles fossiles vers des solutions climatiques locales équitables, tout en intensifiant les efforts de décarbonation via des plans de transition robustes. Une nouvelle étude menée par C40 Cities et le Conseil des maires pour la migration (MMC), juste avant la Semaine du climat, présente l'ampleur et les répercussions de la migration climatique dans les villes — notamment Bogota, Curitiba, São Paulo, Rio de Janeiro, Salvador, Amman, Karachi, Dhaka, Accra et Freetown — au cours des vingt-cinq prochaines années. Si le monde ne parvient pas à atteindre l'objectif de l'accord de Paris de 2015 visant à limiter le réchauffement climatique à 1,5 °C par rapport aux niveaux préindustriels, jusqu'à 8 millions de personnes pourraient migrer vers ces villes avant 2050. Bogota a ainsi annoncé rejoindre l'initiative Breathe Cities pour lutter contre la pollution de l'air et améliorer la santé publique de ses 7,9 millions d'habitants.
En marge des événements de la Semaine du climat de New York et de l'Assemblée générale des Nations unies, Bloomberg Philanthropies, la présidence de la COP28 et l'Institut des ressources mondiales (WRI) ont réuni des dirigeants pour un dialogue politique de haut niveau de la Coalition pour des partenariats multiniveaux de grande ambition (CHAMP). Parmi les principales annonces, figure le soutien de Bloomberg Philanthropies à l'organisation d'une réunion ministérielle urbaine sur le climat lors de la COP 29, en s'appuyant sur le succès du sommet local sur l'action climatique de la COP 28.

### Participants
Environ 80 000 participants sont attendus à la COP. Environ 53 000 personnes seraient accréditées (hors personnel technique et organisateurs).

#### Séquence de haut niveau des 11 et 12 novembre 2024
Les Chefs d'État et de gouvernement y prononcent leur allocution nationale, généralement en présentant les politiques climat nationales, de témoigner directement des effets du dérèglement climatique subis, de s'engager à fournir un soutien financier et de critiquer, voire montrer du doigt des pays n'ayant pas respecté leurs engagements précédents. Simon Stiell (Secrétaire exécutif du Secrétariat des Nations unies sur les changements climatiques) y a lancé un appel pressant pour des mesures concrètes et ambitieuses contre le changement climatique ; dont en réformant le système financier mondial pour qu'il cesse de contribuer à détruire le climat et qu'il donne aux pays les moyens budgétaires d'émettre moins de carbone et de s'adapter au dérèglement climatique, et en corrigeant les marchés internationaux du carbone en finalisant l'article 6 de l'accord de Paris
Au final 77 dirigeants (sur les 197 Parties à la CCNUCC) ont prononcé un discours, contre 97 à Dubaï. Parmi les dirigeants absents de cette liste, figurent ceux de plusieurs pays grands émetteurs (Afrique du Sud, Australie, Canada, Chine, États-Unis, Inde, Indonésie…) et le Président de la République française. Sur les 20 membres du groupe de pays G20 (19 pays + l'UE dans son ensemble), seuls les dirigeants de quatre pays (Brésil, Italie, Royaume-Uni et Turquie) et l'UE, soit un quart, participent à la séquence de haut niveau, alors que l'ensemble des pays du G20 représentent 77 % des émissions de GES en 2023.

## Critiques

### Azerbaïdjan: un État très dépendant des énergies fossiles

Part des énergies fossiles dans le PIB des 10 premiers pays les plus dépendants du pétrole et du gaz (moyenne 2015-2018).

L'Azerbaïdjan est un pays très dépendant des combustibles fossiles et est l'un des dix premiers États pétro-gaziers. Selon une publication de Carbon tracker du 11 février 2021, reprise par Climate Home News le 12 novembre 2024, le pays est, avec 64 % du PIB sur la moyenne 2015-2018, en neuvième position, derrière l'Irak, la Guinée équatoriale, le Soudan du Sud, Oman, la Libye, Bahrein, l'Arabie Saoudite et Koweïth,. Par ailleurs :
- le pétrole et le gaz sont à l'origine de plus de 98 % de son approvisionnement en énergie ;
- en 2021, le secteur pétro-gazier représentait près des deux tiers (64 %) de son PIB, soit plus que les Émirats arabes unis (52 %) ;
- en 2021, 90 % des recettes d'exportations provenaient du secteur pétro-gazier.

### Conflits d'intérêts
Dans un rapport du 31 octobre 2024, l'Organisation non gouvernementale Transparency International et le collectif Anti-Corruption Data Collective soulignent le risque de conflit d'intérêts au vu du profil du pays organisateur, pays corrompu et grand défenseur des énergies fossiles. Elle souligne par exemple le fait que la présidence de la conférence a été confiée à Moukhtar Babaïev, un cadre de la State Oil Company of Azerbaijan Republic, la compagnie nationale d'hydrocarbures d'Azerbaïdjan. Selon le rapport édité par l'ONG, « La COP 29 risque de devenir un nouveau forum pour les contrats et la diplomatie des énergies fossiles ». Enfin les ONG dénoncent la présence au comité d'organisation de la conférence de membres impliqués dans des scandales de corruption dont on soupçonne que la tâche est de promouvoir les entreprises de la famille au pouvoir,. Le directeur général de la COP 29, Elnur Soltanov, a d'ailleurs été piégé et pris en flagrant délit de conflit d'intérêts, proposant des investissements dans les énergies fossiles à d'éventuels investisseurs.

### Sur l'utilité des conférences sur le climat: a minima un lieu d'expression pour les états vulnérables
Justin Tkatchenko, Ministre des affaires étrangères de Papouasie-Nouvelle-Guinée, pays qui a décidé de ne pas participer à la COP 29, a lancé une virulente diatribe contre le principe même des conférences sur le climat. Selon lui, il est « inutile d'y aller », arguant que « les grands pollueurs du monde promettent des millions de dollars pour aider à lutter contre le changement climatique. […] Je peux déjà vous dire que tout cela va être confié à des consultants.» Il préfère coopérer « avec des pays aux vues similaires comme Singapour ».
Le Réseau Action Climat-France, qui fédère 27 associations nationales et 10 associations locales autour de la lutte contre le changement climatique, considère a contrario que les COP restent l'une des trop rares opportunités pour les pays du Sud de faire entendre leur voix à l'occasion de négociations internationales. L'ONG estime que les ONG environnementales doivent associations porter leurs revendications, qui sont freinées par les lobbystes des fossiles

### Poids des lobbys des énergies fossiles
Le Réseau Action Climat-France et la coalition d'ONG, Kick Big Polluters Out (qui regroupe 450 ONG, dont Global Witness, Greenpeace et Transparency International), déplorent, depuis plusieurs années, que les lobbyistes des énergies fossiles infiltrent de plus en plus les négociations. Selon l'AIE (Agence internationale de l'énergie), la COP28 en 2023 devait être un « moment de vérité » pour l'industrie pétro-gazière, alors qu'un rapport de l'AIE concluait qu'à ce moment, ce secteur industriel et économique n'était pas un « partenaire sérieux » dans la lutte contre le réchauffement climatique.
Lors de la COP 29, selon Kick Big Polluters Out, le nombre de ces lobbystes a diminué, mais surtout parce que cette COP est plus "petite" : plus de 1 770 lobbyistes des industries du charbon et pétrogazières ont encore obtenu une accréditation (contre 2 500 à la COP28).
Al Gore considère qu'il est absurde d'organiser les Conférences des Parties dans des États pétroliers : « Je pense qu'il est absurde que ces États pétroliers qui dépendent tellement de la poursuite de la vente de pétrole et de gaz soient les hôtes de ces COP, car il est difficile de ne pas voir qu'ils ont un conflit d'intérêts direct ».

### Droits de l'homme
Le choix de l'Azerbaïdjan est critiqué par de nombreuses ONG et de nombreux observateurs en raison de la nature dictatoriale du régime en place, régulièrement situé en bas de classement, derrière des pays comme la Russie ou l'Iran, en matière de respect des droits humains, des libertés individuelles, de la liberté de la presse ou encore de démocratie. La répression des opposants au régime en place y est farouche, avec près de 300 prisonniers politiques. Elle se poursuit même sur le territoire d'autres États par l'intermédiaire des services secrets azerbaïdjanais, avec l'assassinat d'opposants installés à l'étranger en tant que réfugiés politiques,.
Selon les ONG Human Rights Watch et Freedom Now, l'approche de la COP 29, qui aurait pu être une opportunité d'évolution vers plus de souplesse pour la dictature d'Aliyev, voit au contraire la répression se renforcer envers les opposants au régime et les militants écologistes.
Les ONG Transparency International et le collectif Anti-corruption data collective ainsi que l'OCCRP pointent du doigt les nombreuses affaires de corruption dans lesquelles le régime est impliqué, en premier lieu la diplomatie du caviar visant les députés européens,.

### Nettoyage ethnique au Haut-Karabagh
De nombreuses voix s'élèvent contre le choix de l'Azerbaïdjan, en premier lieu à cause de la guerre déclenchée en 2020 au Haut-Karabagh suivie du nettoyage ethnique de cette région majoritairement peuplée d'Arméniens. Entre autres griefs, l'Azerbaïdjan est accusé de nombreux crimes de guerre dont l'utilisation d'armes interdites par les conventions internationales (bombes au phosphore et armes à sous-munitions) et le ciblage volontaire de civils, notamment le bombardement d'écoles, d'hôpitaux et d'églises, en 2020. Puis en 2023, l'Azerbaïdjan soumet à un blocus total l'enclave du Haut-Karabagh, affamant la population. Ceci est constitutif d'un « crime de génocide » selon des rapports de l'ONU, d'ONG comme Genocide Watch ou encore de l'ancien procureur de la Cour pénale internationale, Luis Moreno Ocampo.
Il est également reproché à l'Azerbaïdjan la pratique à grande échelle de la torture sur les prisonniers de guerre arméniens, ce qui contrevient au droit de la guerre.

### Appel au boycott
Dès décembre 2023, huit élus français de tous bords publient une tribune considérant l'organisation de la COP 29 à Bakou comme une « honte » et un « déshonneur » pour les démocraties occidentales, y voyant une tentative du régime pour « se blanchir de ses agressions et de ses atteintes au pluralisme et aux droits de l'homme ». D'autres tribunes à l'international accusent également le gouvernement azerbaïdjanais de vouloir redorer son image et faire du greenwashing. Au cours des semaines précédant la COP 29 de nombreuses personnalités et ONG appellent au boycott de l'évènement,,,. De plus, en raison des ingérences de l'Azerbaïdjan en Nouvelle-Calédonie et en Martinique, le président français Emmanuel Macron, la ministre de la Transition écologique Agnès Pannier-Runacher et de nombreux autres élus français annoncent qu'ils n'iront pas à la COP à Bakou.
Le 24 octobre, le Parlement européen adopte avec une large majorité une résolution jugeant les violations des droits humains en Azerbaïdjan «incompatibles» avec le statut d'organisateur de la COP. Le parlement condamne également le fait que la répression envers les opposants se soit «sensiblement intensifiée» dans les semaines précédant la COP 29. La résolution appelle également à mettre fin aux accords entre l'Union Européenne et l'Azerbaïdjan sur le gaz naturel, le pays étant soupçonné de blanchir et réexporter le gaz russe. En janvier 2024, l'Azerbaïdjan avait déjà été exclu de l'Assemblée parlementaire du Conseil de l'Europe pour ses manquement en matière de droits et libertés, suivant ainsi les condamnations de la Cour européenne des droits de l'homme.

## Contexte

### État des émissions de gaz à effet de serre en 2024
De nombreux rapports, études ou analyses réalisés par les organisations internationales qui font référence en la matière (PNUE, OMM, AIE,…) ont été publiés avant la COP. Ces publications alertent toutes sur la trajectoire des émissions de GES qui continuent à augmenter, et sur le fait que la fenêtre d'opportunité pour limiter le réchauffement à + 1,5 °C étant en train de se refermer.

#### Édition 2024 du rapport annuel du PNUE
Selon le quinzième « Emissions Gap Report », publié le 24 octobre 2024, par le Programme des Nations unies pour l'environnement (PNUE), les émissions de gaz à effet de serre (GES) sont toujours bien trop importantes pour limiter la hausse des températures mondiales en dessous des seuils fixés par l'accord de Paris en 2015, soit « nettement en dessous de + +2 °C » et si possible à +1,5 °C ».
Les émissions mondiales de GES ont augmenté de +1,3 °C entre 2022 et 2023, pour atteindre un nouveau record de 57,1 Gt CO2. Même en prenant en compte les objectifs des États inscrits dans leurs contributions déterminées au niveau national (CDN), l'écart, en 2030, entre le niveau d'émissions projeté et le niveau nécessaire pour rester en dessous des +2 °C est compris entre 11 Gt CO2e (si l'on prend en compte les mesures conditionnelles et inconditionnelles des CDN) et 14 Gt CO2e (si l'on ne prend en compte que les mesures inconditionnelles des CDN.
Les pays les plus puissants économiquement sont une nouvelle fois les plus gros émetteurs. Non seulement, les activités des pays du G20 représentent 77 % des émissions mondiales, mais elles ont continué d'augmenter. Sept de ces pays n'ont toujours pas atteint leur pic d'émissions (Arabie saoudite, Chine, Inde, Indonésie, Mexique, Corée du Sud et Turquie). Avec 16 gigatonnes, la Chine émet 30 % du total des pays, en progression de 5,2 %. Les Etats-Unis ont vu leurs émissions baisser entre 2022 et 2023 mais ils restent le deuxième émetteur, avec 6 gigatonnes. Avec l'Inde (4,1 gigatonnes, 8 % du total), ces trois pays dégagent environ la moitié des GES de la planète. Le bloc des 27 pays de l'Union européenne est toujours en quatrième position, avec 3,2 gigatonnes, mais avec une forte dynamique à la baisse (-7,5 %).
|                                         | Émissions totales GES en 2023 MtéqCO2 (% du total) | Variation émissions GES 2022-2023 (%) | Émissions par habitant GES en 2023 téqCO2/habitant | Émissions historiques CO2 1850-2022 GtCO2 (% du total) |
| --------------------------------------- | -------------------------------------------------- | ------------------------------------- | -------------------------------------------------- | ------------------------------------------------------ |
| Chine                                   | 16 000 (30 %)                                      | +5.2                                  | 11                                                 | 300 (12 %)                                             |
| États-Unis                              | 5 970 (11 %)                                       | -1.4                                  | 18                                                 | 527 (20 %)                                             |
| Inde                                    | 4 140 (8 %)                                        | +6.1                                  | 2.9                                                | 83 (3 %)                                               |
| Union européenne (27 pays)              | 3 230 (6 %)                                        | -7.5                                  | 7.3                                                | 301 (12 %)                                             |
| Fédération de Russie                    | 2 660 (5 %)                                        | +2                                    | 19                                                 | 180 (7 %)                                              |
| Brésil                                  | 1 300 (2 %)                                        | +0.1                                  | 6.0                                                | 119 (5 %)                                              |
| Union africaine (55 pays)               | 3 190 (6 %)                                        | +0.7                                  | 2.2                                                | 174 (7 %)                                              |
| Pays les moins développés (47 pays)     | 1 730 (3 %)                                        | +1.2                                  | 1.5                                                | 115 (4 %)                                              |
|                                         |                                                    |                                       |                                                    |                                                        |
| Groupe des vingt (hors Union africaine) | 40 900 (77 %)                                      | +1.8                                  | 8.3                                                | 1,99 (77 %)                                            |

En ce qui concerne le réchauffement, en l'absence de mise en œuvre des CDN, les politiques actuelles en place mèneraient à un réchauffement de + 3,1 °C en 2100 par rapport à la période pré-industrielle. La mise en œuvre des seules mesures inconditionnelles des CDN induirait un réchauffement de + 2,8 °C. Enfin, même en cas de mise en œuvre des mesures conditionnelles et inconditionnelles des CDN, le réchauffement serait de + 2,6 °C.

#### Quatrième synthèse des NDC
La quatrième synthèse des CDN soumises par les 195 Parties à l'accord de Paris sur le climat, est publiée le 28 octobre 2024 par le Secrétariat de la CCNUCC. Selon ce rapport, l'ambition des NDC demeure insuffisante pour limiter la hausse des températures moyennes mondiales à + 1,5 °C et respecter l'objectif de l'accord de Paris. Ainsi, le niveau d'émissions totales de GES, sur la base de la mise en œuvre des dernières NDC de toutes les Parties à l'Accord de Paris, passerait de 52,9 Gt CO2e en 2019 à 53,0 Gt CO2e en 2025, pour être ramené ensuite à 51,5 Gt CO2e en 2030 (hors UTCATF). Ce niveau projeté en 2030 est seulement de 2,6 % inférieur au niveau d'émissions de l'année 2019, alors que selon le sixième rapport d'évaluation du GIEC (publié en 2021-2023), il faudrait réaliser une réduction collective des émissions de GES, non pas de 2,6 %, mais de 43 % en 2030 (par rapport aux niveaux de 2019) pour espérer limiter le réchauffement à + 1,5 °C.

#### Bulletin GES 2024 de l'OMM
L'édition 2024 du bulletin GES de l'Organisation météorologique mondiale (OMM) sur les concentrations atmosphériques des trois principaux GES persistants (à longue durée de vie) est publiée le 28 octobre 2024. En 2023, les concentrations moyennes mondiales de chacun de ces gaz (CO2, CH4 et N2O) ont atteint les niveaux les plus élevés jamais enregistrés depuis l'époque préindustrielle (1750).

#### World Energy Outlook 2024 de l'AIE
L'édition 2024 des Perspectives énergétiques mondiales (World Energy Outlook, WEO) de l'Agence Internationale de l'Énergie (AIE) est publiée le 16 octobre 2024. La demande en chacun des trois combustibles fossiles (charbon, pétrole et gaz) devrait atteindre son pic avant 2030. Par ailleurs, sur la base des politiques actuelles en place, l'AIE table sur un pic « imminent» des émissions de CO2 sans pour autant qu'il n'y ait une forte baisse par la suite. Selon les projections de l'AIE sur cette base, le réchauffement serait de 2,4 °C d'ici 2100.

### Contexte géopolitique

#### Conflits et positionnements anti-climats
La poursuite de divers conflits internationaux (guerre russo-ukrainienne, guerre à Gaza à Gaza ou guerre Israël-Hezbollah au Liban) qui avaient déjà pour certains marqué la COP 28, ont pour conséquence de reléguer le sujet de la crise climatique au second plan dans l'ordre des priorités des gouvernements nationaux.
Par ailleurs différentes élections nationales, qui ont eu lieu dans divers pays, ont été marquées par la montée de l'extrême droite dans plusieurs pays européens (Allemagne, Autriche, France, Italie, Pays-Bas, Suède) et par des prises de position et promesses d'agir contre plusieurs leviers de l'action climat (réduction voire coupe dans les financements publics de la transition, soutien aux énergies fossiles, etc.).

#### Élection présidentielle américaine
En outre l'élection présidentielle américaine de 2024 a vu le retour au pouvoir de Donald Trump. Avec un discours électoral très centré sur un protectionnisme des États-Unis, de nombreux observateurs craignent différentes décisions à l'encontre du climat. D'abord, comme il l'a annoncé, les États-Unis pourraient se retirer de l'accord de Paris sur le climat pour la seconde fois (il l'avait déjà fait lors de son premier mandat, en 2017, mais Joe Biden avait annulé cette décision). La procédure ne pourrait être lancée qu'après son investiture en janvier 2025, et elle prendrait un an.
Sur le plan des énergies fossiles, le président élu s'est engagé à augmenter la production américaine en assouplissant le processus d'autorisation des forages sur les terres fédérales. Il souhaite par exemple réautoriser l'extraction du pétrole dans une vaste réserve naturelle en Alaska, bloquée par Joe Biden. Il a également promis de revenir sur le moratoire sur la construction de nouveaux terminaux d'exportation de gaz naturel liquéfié (GNL), que le président démocrate avait annoncé en janvier 2024 face à la « menace climatique ».
De même un détricotage de la politique climat nationale mise en place depuis la prise de fonction de Joe Biden en 2021 est très probable, l'Inflation Reduction Act notamment, que Donald Trump a qualifié d'« arnaque », même s'il pourra néanmoins rencontrer des oppositions sur le sujet car cette loi IRA a permis de débloquer des milliards de dollars d'investissements pour la fabrication et le déploiement d'éoliennes, de panneaux solaires et de batteries.

#### Tensions entre la France et l'Azerbaïdjan
L'absence d'Emmanuel Macron à la COP-29 s'explique par les tensions diplomatiques existant entre le gouvernement français et le régime politique d'Azerbaïdjan (guerre avec l'Arménie, droits humains, soutien d'Azerbaïdjan de la contestation sociale en Nouvelle-Calédonie mais aussi l'arrestation d'un Français en Azerbaïdjan, accusé d'« espionnage » en janvier 2024),.
La France devait être représentée par la ministre française de la Transition écologique Agnès Pannier-Runacher mais la tension s'étant accentuée le 13 novembre 2024 avec le discours du président azerbaïdjanais qui a réitéré ses attaques contre la France, dénonçant l'histoire coloniale de la France et parlant de « crimes » du « régime du président Macron » dans ses territoires d'outre-mer, dont la Nouvelle-Calédonie, celle-ci a annulé sa présence à Bakou.

### Contexte économique
La crise économique mondiale (faible croissance mondiale à 2,7 %, crise de la dette, inflation, contraintes et coupes budgétaires des gouvernements nationaux, baisse du pouvoir d'achat des citoyens, etc.) n'est pas propice à l'adoption de nouveaux financements pour le climat,.

## Financement climatique

### Besoins mondiaux

#### Estimation 2021 de la CNUCC
Le financement nécessaire pour mettre en œuvre les objectifs de l’Accord de Paris s’élevait en 2021 à au moins environ 5,8 billions de dollars, aux regard des besoins identifiés par les 78 pays ayant produit des CDN, soit environ 600 milliards de dollars US par an,. Avec 640 milliards de dollars US investis au niveau mondial en 2020, tous pays confondus, l'écart entre les besoins et l'investissement réel est important,,.

#### Estimation 2023 de la Climate policy initiative

Besoins mondiaux en financement climatique de 2023 à 2050, selon une étude de 2023 de l'organisme Climate policy initiative.

En 2021/2022, selon la Climate policy initiative, les flux annuels moyens de financement climatique ont atteint près de 1 300 milliards d'USD , soit un quasi-doublement par rapport aux niveaux de 2019/2020. Cette augmentation est principalement due à une accélération significative du financement de l'atténuation (en hausse de 439 milliards d'USD par rapport à 2019/2020).
Dans le scénario moyen, les besoins annuels de financement de la lutte contre le changement climatique jusqu'en 2030 augmentent régulièrement, passant de 8,1 à 9 000 milliards de dollars. Ensuite, les besoins estimés passent à plus de 10 000 milliards de dollars chaque année entre 2031 et 2050, des estimations très au-dessus de celle de la CCNUCC. Cela signifie que le financement de la lutte contre le changement climatique doit être multiplié au moins par cinq chaque année, le plus rapidement possible, pour éviter les pires conséquences du changement climatique.
L'organisme souligne également que la croissance n'est ni suffisante ni cohérente entre les secteurs et les régions. La croissance du financement mondial résulte en grande partie de l'augmentation significative des investissements dans les énergies propres dans une poignée de pays. La Chine, les États-Unis, l'Europe, le Brésil, le Japon et l'Inde ont reçu 90 % des fonds supplémentaires. Bien que ces progrès soient prometteurs, d'importantes lacunes subsistent dans le financement de la lutte contre le changement climatique, même dans ces régions, et le financement de la lutte contre le changement climatique dans d'autres pays à fortes émissions et vulnérables au changement climatique n'a que très peu progressé pour répondre à leurs besoins.

### Aide aux pays en développement: nouvel objectif de 300 MdUS$ en 2035

#### Bilan 2013-2022: objectif de 100 MdUS$ dépassé pour la première fois en 2022

Financement climatique fourni et mobilisé en 2013-2022 par composante.

En 2022, les pays développés ont fourni et mobilisé un total de 115,9 milliards USD de financements climatiques pour les pays en développement, atteignant ainsi pour la première fois leur objectif annuel collectif de mobiliser 100 milliards USD pour l'action climatique dans les pays en développement. Cette réalisation intervient deux ans après l'année cible initiale de 2020, mais un an plus tôt que selon les projections établies par l'OCDE avant la COP26, fondées sur les engagements et estimations des fournisseurs publics bilatéraux et multilatéraux de financement de la lutte contre le changement climatique. En raison de l'augmentation très importante et la plus forte observée à ce jour d'une année sur l'autre (26,3 milliards US$ et 30 % de plus qu'en 2021), principalement dû à un effort des grandes banques internationales de développement, le total pour 2022 a atteint un niveau qui, selon les projections de l'OCDE, n’était pas attendu avant 2025,.

#### Répartition du financement 2013-2022 par objectif

Financement climatique fourni et mobilisé sur la période 2016-2022 par objectif.

La part de l'adaptation a progressivement augmenté au cours de la période, passant de 17 % en 2016 et 25 % en 2019 à 28 % en 2022, en raison d'une hausse de 22,3 milliards USD sur la période 2016-2022. Néanmoins, le financement de l'atténuation, qui a augmenté de 27,7 milliards d'US$ entre 2016 et 2022, continue de représenter la majorité en 2022, avec 60 % (69,9 milliards d'US$) du total. Les activités transversales qui portent à la fois sur l'atténuation et l'adaptation ont également augmenté, passant de 6,2 milliards USD en 2016 à 13,6 milliards USD en 2022, ce qui représente une part relativement stable entre 7 et 13 % du total tout au long de la période.

#### Enjeux pour la COP: définir un nouvel objectif post-2025 (NCQG)
Le premier enjeu est d'obtenir un accord sur le nouvel objectif de financement climatique, l'Accord de Paris prévoyant que ce nouvel objectif soit fixé avant 2025, à partir d'un niveau plancher de 100 milliards de $ par an,,.

#### Besoins estimés
Selon un rapport du groupe indépendant d'experts sur le financement du climat (IHLEG), piloté par l'économiste Nicholas Stern, publié jeudi 14 novembre 2024, le besoin pour financer la lutte contre le changement climatique dans les pays en développement est de 1 300 milliards de dollars d'ici 2035,. L'Inde, le groupe arabe et le groupe Afrique reprennent ces chiffres et proposent que les pays développés mobilisent désormais entre 1 000 et 1 300 milliards de dollars par an, avec une part importante d'argent public. Des sommes inenvisageables pour les pays riches, surtout dans un contexte d’austérité budgétaire.

#### Effort annoncé des banques multilatérales de développement
Le 12 novembre 2024, les banques multilatérales de développement (BMD) publient une déclaration commune précisant le financement climat qu’ils projettent de fournir d’ici 2030 en guise de soutien aux pays en développement pour la mise en œuvre de l'Accord de Paris. Elles estiment que d’ici 2030, leur financement collectif annuel pour les pays à revenu faible et intermédiaire atteindra 120 Md$/an, dont 42 Md$/an pour l’adaptation, et que les BMD visent à mobiliser 65 Md$/an auprès du secteur privé. Pour les pays à revenu élevé, ce financement collectif annuel devrait atteindre 50 Md$/an, dont 7 Md$/an pour l’adaptation. Selon ce communiqué, les BMD ont dépassé leurs projections de financement climat pour 2025 établies en 2019, avec une augmentation de 25 % du financement climat direct et une mobilisation pour les efforts climatiques qui a doublé au cours de l’année écoulée.

#### Conclusion: nouvel objectif de 300 Md$/an en 2035 mais pas de plancher d’allocation pour les pays les moins avancés
Un montant de 1 300 Md$/an pour le financement des pays en développement, issu de la proposition conjointe du groupe de négociation G77+Chine [134 pays], était attendu. Dans une version du 16 novembre 2024, le projet de version de texte établi par la CMA envisageait un montant d’au moins 900 Md$, avec des planchers d’allocation respectifs de 220 Md$/an pour les pays les moins avancés (PMA) et de 39 Md$/an pour les petits États insulaires en développement (PEID). La référence aux deux planchers d’allocation est supprimée dans la version publiée le 22 novembre 2024.
Dans la version finale, le montant retenu est d’au moins 300 Md$/an à l’horizon 2035 pour les pays en développement, sans plancher d’allocation pour les pays les moins avancés, provenant d’un large éventail de sources, publiques et privées, bilatérales et multilatérales, y compris des sources alternatives, les pays développés jouant un rôle moteur et les pays en développement étant encouragés à apporter des contributions sur une base volontaire.

### Marché du carbone (Article 6 de l'accord de Paris)
Une priorité est également donnée à la finalisation de l'opérationnalisation de l'article 6, une fois pour toutes, neuf ans après l'adoption de l'Accord de Paris et six ans après l'adoption de la quasi-totalité de ses règles de mise en œuvre. L'article 6.4 prévoit en particulier la mise en place d'un mécanisme fondé sur le marché qui viendra prendre le relais du MDP (mécanisme pour un développement propre), établi par le Protocole de Kyoto.

#### Un accord dès l'ouverture de la COP
Dès le 11 novembre 2024, premier jour des négociations, la méthodologie pour calculer le nombre de crédits carbone d’un projet est arrêtée,. Les crédits carbones son toutefois critiqués, un passe-droit étant donné à certains pour ne pas réduire leurs propres émissions.

### Pertes et préjudices
La question des pertes et préjudices fait référence aux effets irréversibles liés au changement climatique, c'est-à-dire ceux qui sont déjà réels et ceux qui ne pourront pas être évités, même en parvenant à réduire à zéro les émissions mondiales de gaz à effet de serre et en investissant massivement dans des projets d'adaptation au changement climatique. Les modalités définitives de fonctionnement du fonds pertes et préjudices adoptées, et notamment les modalités d'hébergement et d'administration du fonds (auprès de la Banque mondiale pour une durée provisoire de quatre ans), doivent être adoptées.

#### Très peu d'annonces
Le 12 novembre 2024, lors de la séquence de haut niveau, la Suède s’est engagée à fournir 200 M SEK (18,4 M$) au fonds pour les pertes et préjudices. Alors qu’en 2023, des contributions totalisant 674,5 M$ ont été annoncées, elles ne s’élèvent à mi-parcours de la COP qu’à 46,6 Md$ en 2024 (10 M€ [10,8 M$] d'Autriche, annoncés le 22 février 2024), 1 M€ [1,1 M$] de la Belgique, 8 M€ [8,9 M$] du Luxembourg, 7 M$ de la Corée du Sud, annoncés le 12 novembre 2024.

### Vers de nouvelles sources de financement?

#### De nouvelles taxes?
Une nouvelle coalition est lancée par la France, la Barbade, et le Kenya le 14 novembre 2024 afin de trouver de nouvelles sources de financement pour l'action climatique dans les pays en développement. Plusieurs taxes pourraient être envisagées : sur l'aviation, sur les combustibles fossiles, sur les transactions financières, sur le transport maritime, sur la production de matières plastiques, sur les crypto-monnaies ou sur les particuliers très fortunés,.
Le groupe de travail soutient en particulier les travaux ambitieux de l'Organisation maritime internationale en vue d'introduire une taxe maritime. Ce secteur représente 3 % des émissions mondiales de gaz à effet de serre. Une taxe de 150 à 300 dollars par tonne d’équivalent CO2 pourrait rapporter jusqu’à 127 milliards de dollars par an entre 2027 et 2030, une enveloppe qui se réduirait ensuite jusqu’à 2050. L'idée d’un tel prélèvement fait partie des options dans le plan d’action que l’Organisation maritime internationale doit présenter en 2025 pour atteindre la neutralité carbone en 2050,.
Concernant la taxe sur les milliardaires, qui avait fait l’objet d’un accord au G20 Finances en juillet 2024, le communiqué final du G20 du 19 novembre 2024 note simplement que les pays chercheront « à coopérer pour garantir que les personnes très fortunées soient effectivement taxées ».

#### Aucun signal du G20 en ce qui concerne les financements
Alors que les négociateurs à la COP attendaient beaucoup en matière de finances du G20, réuni les 18 et 19 novembre 2024 à Rio de Janeiro, aucun signal suffisamment fort pour débloquer les négociations n’a été envoyé à l’issue du sommet. Pire, si la déclaration finale soutient le consensus obtenu à la COP28 de Dubaï, elle ne reprend pas explicitement l’engagement des pays à « opérer une transition juste, ordonnée et équitable vers une sortie des combustibles fossiles dans les systèmes énergétiques », telles que les conclusions de la COP 28 l’exprimaient.

## Adaptation
Le volet de l'adaptation au changement climatique (sécheresses, inondations, incendies, montée des eaux…) est, comme pour la COP 28, un des enjeux de la conférence. La COP devra adopter les modalités de mise en œuvre du programme de travail biennal Emirats-Belém (2025-2026), dont la mise en place a été décidée à Dubaï.

### Point sur l'objectif de doubler le financement pour l'adaptation entre 2019 et 2025

Financement climatique de l'adaptation sur la période 2016-2022 par composante.

Dans le Pacte de Glasgow pour le climat, adopté le 13 novembre 2021, les pays développés devaient au moins doubler, avant 2025, leur soutien financier collectif aux pays en développement pour leurs actions d’adaptation (par rapport aux niveaux de 2019), soit environ 40,6 Md $ en 2025.
Le 7e bilan publié par l'OCDE le 29 mai 2024 souligne l'augmentation depuis 2016 du financement de l’adaptation fourni et mobilisé par les pays développés, malgré une légère baisse en 2021, atteignant 32,4 Md$ en 2022 contre 10,1 Md$ en 2016. Ce montant total en 2022 comprend 28,9 Md$ provenant de sources publiques bilatérales et multilatérales. Le financement climat pour l’adaptation mobilisé auprès du secteur privé a également augmenté, passant de 0,4 Md$ en 2016 à 3,5 Md$ en 2022. Avec 32,4 Md$, le niveau est à mi-chemin environ entre celui de 2019 et l’objectif pour 2025. Il reste donc trois ans pour atteindre cet objectif.

### Plans nationaux d'adaptation
La question des plans nationaux d'adaptation (PNA) sera également au coeur des débats. Au 12 juillet 2024, seuls 58 des 155 Parties, soit 37%, avaient soumis leur PNA.

## Atténuation

### Enjeux
La planète est sur une trajectoire de 2,6 °C à 3,1 °C selon les scénarios, alors que l'accord de Paris sur le climat prévoyait moins de 2 °C et si possible 1,5 °C. Pour espérer limiter le réchauffement à 1,5 °C, les scientifiques et l'Agence internationale de l'énergie appellent à réduire drastiquement la production et la consommation d'hydrocarbures. Les négociations avancent en fait très lentement en raison de fortes divergences observées à Dubaï (décembre 2023) et à Bonn (juin 2024), surtout entre pays industrialisés et pays en développement sur le mandat même de ce programme de travail et sur la question de savoir si le projet de décision à adopter à Bakou devrait être de nature strictement procédurale ou s'il devait comporter des objectifs concrets.

### Sortie du charbon: 25 pays engagés, mais sans la Chine, ni l'Inde, ni les États-Unis
Les ministres du climat, de l’énergie et de l’environnement du G7 se sont engagés le 30 avril 2024, à Turin à fermer leurs centrales à charbon « au cours de la première moitié des années 2030 », c’est-à-dire avant 2035. Cette annonce est moins ambitieuse que la proposition initiale de la France, soutenue par le Royaume-Uni, qui poussait pour une sortie du charbon en 2030, une date alignée avec l’objectif de l’accord de Paris de limiter le réchauffement climatique à 1,5 °C, mais est un signal fort.
La France avait quant à elle annoncé en septembre 2023 qu’elle sortirait du charbon d'ici à 2027, en convertissant ses deux dernières centrales, mais en revanche ne souhaitant pas interdire les chaudières à gaz dans le cadre de la planification écologique. Puis le 2 décembre 2023, lors de la COP 28 à Dubaï, elle lançait une Initiative visant à accélérer une transition juste du charbon, qui comprenait en particulier le lancement d’une Commission sur la transition du charbon qui proposerait des options et des solutions en tenant compte des initiatives existantes, afin de débloquer de nouvelles sources de financement public et privé pour la transition du parc existant de centrales à charbon sans abattement, y compris pour accélérer la réaffectation du charbon vers la production d’énergies propres, dont le choix peut dépendre des stratégies nationale. Cette commission a été coprésidée par les gouvernements français et indonésien et a rendu un rapport présenté lors de la COP 29.
Dans ce cadre, 25 pays se sont engagés le 20 novembre 2024 à ne plus ouvrir de centrale au charbon, sans pour autant renoncer à l'extraction ni à l'exportation de charbon. Concrètement, ils s'engagent à ce que leurs prochains plans climatiques ne comprennent aucune nouvelle centrale au charbon sans captage de CO2. Le Royaume-Uni, qui vient de fermer sa dernière centrale au charbon, le Canada, la France, l'Allemagne et l'Australie ont signé cet appel volontaire. La présence de l'Australie a été saluée par les ONG environnementales, car le pays dépend fortement du charbon et le gouvernement travailliste, au pouvoir depuis 2022, s'affiche volontaire pour s'en sevrer. L'Angola, l'Ouganda et l'Éthiopie figurent parmi les autres signataires de cet engagement développé avec l'alliance « Powering Past Coal ». En revanche, la Chine, l'Inde et les États-Unis n'y sont pas. Or, ils font partie des pays les plus consommateurs au monde de ce combustible qui, lorsqu'il est brûlé, rejette plus de CO2 dans l'atmosphère que le pétrole et le gaz.

### Absence de sortie des énergies fossiles dans le texte final
L’appel à la « transition juste » vers la sortie des énergies fossiles, telle qu'elle avait été formulée lors de la COP28 à Dubaï, n’apparaît pas de façon claire dans le texte final, ce qui peut être considéré comme un recul,. Un document publié par la présidence azerbaïdjanaise avant la plénière finale, réaffirme même que « les combustibles de transition peuvent jouer un rôle pour faciliter la transition énergétique tout en assurant la sécurité énergétique », un document allant à l'encontre des enjeux de sortie des énergies fossiles.

## Suite à donner au bilan mondial (Global Stocktake)

### Enjeux
Des suites concrètes doivent être données aux résultats finaux actés à Dubaï, issus de la phase politique du Bilan mondial (décision 1/CMA.5), c'est-à-dire de traduire les nombreux engagements pris au titre de cette décision phare en actions et résultats concrets dans l'économie mondiale.

## Initiatives sectorielles et thématiques
Le 17 septembre 2024, la Présidence de la COP 29 avait annoncé une série de 14 initiatives sectorielles et thématiques qu’elle comptait lancer officiellement à Bakou, s’adressant aux acteurs non-étatiques (Etats fédérés, provinces, régions, villes, secteur privé [entreprises, investisseurs, assureurs], ONG et société civile) et ce, en complément des négociations formelles menées dans le cadre de la CCNUCC.

### Réduction des émissions de méthane
Une initiative inscrite dans le cadre du « Pacte mondial sur le méthane » (« Global Methane Pledge »), lancée fin 2021 à Glasgow (COP26) vise à réduire les émissions de méthane d'au moins 30 % par rapport aux niveaux de 2020 entre 2021 et 2030. Au total, 158 pays y participent. Cette baisse était décrite par le sixième rapport du GIEC comme une solution rapide pour éviter un réchauffement en cas de baisse de la pollution atmosphérique. Il peut s'agir de mesures techniques (ex. : éviter les fuites de gaz, couvrir les décharges et tirer de l'énergie de leur gaz). Malgré ceci, les émissions de méthane n'ont cessé d'augmenter à un rythme record ces cinq dernières années.
Malgré ces chiffres décourageants, le méthane reste au centre de nombreuses discussions. Et surtout, il reste l'un des rares sujets sur lequel les États-Unis et la Chine coopèrent efficacement. Les deux pays ont tenu un sommet sur ce sujet à la COP à Bakou, et rappelé leur intérêt à poursuivre leur coopération sur cette question, sous-entendu : malgré la réélection de Donald Trump. De son côté, l'Union européenne lance le 14 novembre 2024 une nouvelle feuille de route définissant une série d'actions concrètes.
Le 19 novembre 2024, la présidence de la COP 29 lance la déclaration sur la réduction du méthane provenant des déchets organiques (COP-29 Declaration on Reducing Methane from Organic Waste), dans laquelle plus de 30 pays (qui représentent ensemble près de 50 % des émissions mondiales de méthane provenant des déchets organiques) déclarent leur engagement à fixer des objectifs sectoriels pour réduire le méthane provenant des déchets organiques. Il s'agit des pays suivants : Azerbaïdjan, Corée du Sud, Japon, Russie, Bhoutan, République slovaque, Israël, Moldavie, Brésil, Émirats Arabes Unis, République tchèque, Allemagne, Maroc, Biélorussie, Kazakhstan, États-Unis, Turquie, Chili, Canada, Norvège, Belgique, Érythrée, Serbie, Mexique, Palestine, Autriche, Malte, Jordanie, Corée du Nord, Îles Marshall, Royaume-Uni, Gambie, Nigeria, Guatemala et Malaisie,.

### Coopération régionale pour faire face au déclin de la mer Caspienne
En marge de la COP 29, les cinq pays riverains de la mer Caspienne, à savoir l'Azerbaïdjan, l'Iran, la Russie, le Turkménistan et le Kazakhstan, ont signé, le 18 novembre 2024, une déclaration où ils s’engagent à « renforcer la coopération régionale » pour faire face au déclin de la mer Caspienne qui s'est accéléré ces dernières années,.

## Pays hôte de la COP 31 (2026)
L'organisation des COP est tournante selon les blocs géographiques des Nations unies. Selon l'ordre adopté jusqu'alors, la COP 31 se tiendra au sein du groupe « États d'Europe occidentale et autres États ». Le choix du pays hôte candidat doit se faire par consensus au sein de ce groupe régional, avant d'être soumis pour approbation formelle par l'ensemble des Parties à la COP, soit cette année à la COP 29, soit au plus tard à la COP 30 (Belém, Brésil). A l'ouverture de la COP, deux pays ont informellement manifesté leur intérêt pour accueillir la COP 31 : Australie et Turquie. Le 14 octobre 2024, l'État d'Australie-Méridionale a proposé sa candidature. Lors d’une réunion à Ankara entre les Ministres australien et turc chargés du climat et de l'énergie sur le sujet de leurs éventuelles candidatures respectives, aucun des deux pays n'a semblé vouloir céder la place à l'autre. Le 19 novembre 2024, l'Alliance des petits États insulaires (AOSIS) a exhorté le groupe régional Europe de l'Ouest et autres à donner la possibilité à la région du Pacifique (c’est-à-dire l'Australie) d'accueillir la COP 29. Cependant, la Turquie persiste à maintenir sa candidature. La décision sur le pays hôte de la COP 31 devra donc être prise impérativement lors de la COP 30 à Belém, en novembre 2025.

## Conclusion générale

### Clôture de la conférence
La conférence a été close le 24 novembre 2024 à 5 h 31 (heure locale à Bakou [2h31 heure française]), soit 35,5 heures au-delà de l’heure de clôture officielle (18 h vendredi 22 nov. 2024). Trois COP ont été closes avec des dépassements supérieurs : 44 h à la COP-25 (Madrid, 2019, record de dépassement des 29 COP jusque-là), de 39,5 h à la COP-27 (Charm el-Cheikh, 2022, la 2e COP la plus longue) et près de 36,5 h à la COP-17 (Durban, 2011)..

### Principales décisions
Les principales décisions des parties sont les suivantes :
- un objectif d’au moins 300 Md$ par an d’ici 2035 pour les pays en développement, ;
- définitions des règles du marché carbone (articles 6.2 et 6.4 de l’accord de Paris) ;
- adaptation : des orientations supplémentaires sur la définition d’indicateurs permettant d’évaluer les progrès accomplis ;
- des orientations sur les futurs dialogues mondiaux et les événements axés sur l’investissement dans le cadre du programme de travail sur l’atténuation (MWP).

En revanche, les Parties ne sont pas parvenues à un consensus sur trois sujets pourtant cruciaux :
- le dialogue sur la mise en oeuvre des résultats du bilan mondial (Global Stocktake), au premier rangs desquels les suites à donner aux huit objectifs fixés par la décision 1/CMA.5 adoptée à Dubaï, dont la transition vers la sortie des combustibles fossiles,
- les éléments de procédure et de logistique dans le cadre du processus de déroulement du bilan mondial,
- le programme de travail sur la transition juste.

Enfin l'appel à la sortie des énergies fossiles n’apparaît pas de façon claire dans le texte final, ce qui peut être considéré comme un recul.

### Réactions
Moukhtar Babaïev, qui a présidé cette COP, déplore que les pays du Nord aient été trop « inflexibles » sur le montant de l'aide climatique et qu'ils aient attendu trop longtemps pour abattre leurs cartes, cherchant à justifier un accord final « imparfait », très critiqué, notamment par les pays du Sud. Selon lui, cet accord « constitue une avancée majeure par rapport aux 100 milliards de dollars » (précédent engagement des pays développés), mais « les Chinois étaient prêts à proposer davantage si d'autres en faisaient autant (mais les autres ne l'ont pas fait) ».
L'Inde, la Bolivie et le Nigeria ont fait part de leurs préoccupations et ont qualifié l’objectif de 300 Md$ par an pour les pays en développement d'« insulte qui ne représente pas les pays développés en tant que moteur du financement climat ». Les pays les moins avancés (PMA) ont déploré le manque d’ambition au regard des besoins des pays en développement, l'exclusion des pertes et préjudices du périmètre de l'objectif, et l'absence de planchers d’allocation pour les PMA et les petits Etats insulaires. Le Pakistan a identifié des lacunes critiques dans le paquet global et, se référant à la prochaine session des organes subsidiaires, a appelé à un retour à la table des négociations avec un engagement renouvelé.